# Hearst Communications
Hearst Communications, «Херст Коммьюникейшнз» — медиаконгломерат, основанный Уильямом Хёрстом в 1887 году. Штаб-квартира расположена в Хёрст-тауэр (Нью-Йорк). Hearst владеет рядом газет и журналов (включая San Francisco Chronicle, Houston Chronicle, Cosmopolitan, Harper’s Bazaar и Esquire), а также долями в кабельных телекомпаниях. Также имеет интересы в сфере деловой информации, в частности владеет компанией Fitch Ratings.

## История
История компании началась с того, что Джордж Херст, сколотивший большое состояние в горнодобывающей отрасли, получил газету San Francisco Daily Examiner в качестве уплаты игорного долга. Его сын, Уильям Херст, в 1887 году взял убыточную газету под свой контроль. Были вложены большие средства в покупку современного типографского оборудования и расширение штата журналистов. За образец Хёрст взял New York World Джозефа Пулитцера, и, таким образом, стал одним из родоначальников «жёлтой прессы». К 1890 году тираж газеты значительно вырос, и она начала приносить прибыль.
Добившись успеха в Сан-Франциско, Хёрст в 1895 году расширил деятельность в Нью-Йорк, где купил газету New York Journal. Объём газеты был увеличен, а цена снижена, обещаниями высоких гонораров Хёрст начал переманивать журналистов из New York World. Для привлечения читателей Хёрст широко применял сенсационные материалы, которые нередко были сфабрикованы. Одним из примеров этого было активное продвижение версии о том, что броненосный крейсер «Мэн» был взорван в 1898 году испанцами, что послужило поводом для начала испано-американской войны. Газета New York Journal поддерживала кандидата в президенты США Уильяма Брайана и, таким образом, стала одним из ведущим изданий Демократической партии. К концу 1901 года New York Journal стала газетой с самым большим тиражом в мире. В 1900 году была запущена газета Chicago American, а в 1904 году — Boston American.
Первым журналом концерна Хёрста стал Motor, запущенный в 1903 году. В 1905 году был куплен журнал Cosmopolitan, в 1911 году — Good Housekeeping, в 1913 году — Harper’s Bazaar. К 1920 году у концерна было 13 газет и 7 журналов, включая британский Nash’s. В 1913 году концерн занялся кинопроизводство; сначала это была кинохроника, но в 1919 году была создана киностудия, снимавшая художественные фильмы. В 1928 году была куплена радиостанция WISN в Висконсине. К середине 1930-х годов у Хёрста было 10 радиостанций, 28 газет и 13 журналов.
Из-за того, что Хёрст не поддерживал Рузвельта и имел про-немецкие симпатии, продажи его газет и журналов начали падать, в то же время Великая депрессия подорвала его финансовое положение. В 1937 году Хёрст оказался на грани банкротства, его концерн перешёл под управление адвоката, назначенного кредиторами, началась распродажа его личного имущества, включая обширную коллекцию произведений искусства и большое имение San Simeon с усадьбой «Херст-касл». Часть газет была закрыта или продана, New York Journal была реорганизована в New York Journal American.
С началом Второй мировой войны тиражи газет и журналов начали расти, концерн начал выходить из кризиса. В 1943 году оставшиеся активы были объединены в Hearst Corporation, а сама корпорация перешла под контроль фонда, среди попечителей которого были двое из пяти сыновей Уильяма Хёрста. К 1948 году корпорация настолько окрепла, что запустила свою первую телекомпанию, WBAL-TV в Балтиморе. В 1951 году Уильям Хёрст умер, согласно его завещанию, совет попечителей фонда, контролирующего корпорацию, состоит из 5 членов семьи Хёрст и 6 членов руководства корпорацией; Hearst Corporation возглавил Ричард Берлин.
В 1950-х годах популярность газет начала быстро падать в пользу телевидения. Многие газеты, принадлежавшие Hearst Corporation, были проданы, в 1966 году была закрыта New York Journal American. В то же время корпорация расширила портфолио журналов, также начала лицензировать выпуск журналов в других странах. Основными источниками дохода для корпорации были журналы Cosmopolitan, который в 1965 году был преобразован из литературного в женский, и Good Housekeeping. В 1959 году была куплена компания Avon Publications, издатель книг в мягкой обложке.
С конца 1970-х годов Hearst начала расширять газетный бизнес, были куплены газеты в Хьюстоне, Сиэтле, Лос-Анджелесе, Сан-Франциско, а также в ряде небольших городов. В 1980-х годах были куплены журналы Redbook, Esquire и другие, также было увеличено число теле- и радиостанций. В 1984 году при участии Hearst были запущены кабельные телесети Arts & Entertainment Network и Lifetime Entertainment Services, а в 1990 году куплена 20-процентная доля в спортивной телесети ESPN. В 1993 году для развития направления электронных СМИ было создано подразделение Hearst New Media & Technology. В 1997 году телестанции корпорации были объединены с компанией Argyle Television под названием Hearst-Argyle Television. В 1999 году подразделение книг было продано HarperCollins. В апреле 2000 года был запущен журнал O, The Oprah Magazine. Выручка корпорации за 2000 год составляла 3,4 млрд долларов, из них 1,5 млрд принесли журналы, 1,4 млрд — газеты, 900 млн — доли в кабельных телесетях A&E и ESPN, 500 млн — телекомпания Hearst-Argyle.
В 2006 году Hearst Communications приобрела долю в международном рейтинговом агентстве Fitch Ratings; постепенно к 2018 году она увеличила долю до 100 %.
В 2009 году Hearst Corporation выкупила все акции Hearst-Argyle и переименовала телекомпанию в Hearst Television. В 2011 году у французской группы Lagardère было куплено более 100 наименований журналов в 15 странах, сумма сделки составила 885 млн долларов. В марте 2022 года корпорация вышла из совместного предприятия в России Хёрст Шкулев Медиа.

## Собственники и руководство
Hearst Communications принадлежит трасту семьи Хёрст, которая в 2024 году была 14-й самой богатой в США. Согласно завещанию Уильяма Херста, траст будет распущен, когда все члены семьи, жившие на момент смерти Хёрста в августе 1951 года, уйдут из жизни. Таблицы передачи прав распоряжения конгломератом составлены до 2042—2043 гг.
Совет попечителей состоит из тринадцати человек (пять членов семьи Хёрст и восемь «сторонних» управляющих. По состоянию на 2024 год в совет попечителей входили:
- Джеймс Ашер (James M. Asher) — глава юридического отдела и директор по развитию
- Анисса Буджакжи Болсон (Anissa Boudjakdji Balson) — внучка Дэвида Уитмаера Хёрста ст.
- Дэвид Баррет (David J. Barrett) — президент и генеральный директор подразделения Hearst Television, Inc.
- Фрэнк Беннэк, мл. (Frank A. Bennack, Jr.)
- Джон Кономайкс (John G. Conomikes) — вице-президент корпорации, занимается вопросами телевещания
- Лиза Хагерман (Lisa H. Hagerman)
- Джордж Р. Хёрст III (George R. Hearst III)
- Уильям Рэндольф Хёрст III (William Randolph Hearst III, род. 18 июня 1949 года) — председатель совета директоров, внук основателя[13]
- Гилберт Морер (Gilbert C. Maurer)
- Марк Миллер (Mark F. Miller) — бывший исполнительный вице-президент Hearst Magazines
- Вирджиния Хёрст Рандт (Virginia Randt) — дочь бывшего председателя корпорации Рэндольфа Апперсона Хёрста
- Митчелл Шерцер (Mitchell Scherzer)
- Стивен Шварц (Steven R. Swartz) — президент и CEO Hearst Communications с июня 2013 года, в корпорации с 2001 года, до этого работал в The Wall Street Journal, также был соучредителем журнала SmartMoney[14].

## Деятельность
Основные направления деятельности Hearst Communications:
- Hearst Television — 35 местных телестанций в США, важнейшими рынками являются Бостон и Орландо[16];
- Entertainment & Syndication — доли в развлекательных телеканалах[17]:
  - A&E Networks[англ.] — телекомпания, которой принадлежат телеканалы A&E, History Channel, Lifetime и другие; является совместным предприятием с The Walt Disney Company (по 50 %);
  - ESPN — международный спортивный телеканал; доля 20 %, остальные 80 % у The Walt Disney Company;
  - NorthSouth Productions[англ.] — производство телепрограмм; доля 50 %;
- Fitch Ratings — международное рейтинговое агентство;
- Hearst Health — базы данных лекарств и медицинского оборудования, другая информация в сфере здравоохранения; основная дочерняя структура — First Databank[англ.][18];
- Hearst Magazines — 25 наименований журналов в США и 175 в других странах, включая Cosmopolitan и O, The Oprah Magazine[англ.][19];
- Hearst Newspapers — 24 ежедневные и 52 еженедельные газеты, включая их веб-сайты[20];
- Hearst Real Estate & Operations — управление недвижимостью, включая Хёрст Тауэр[21];
- Hearst Transportation — информация о транспорте, в частности компания CAMP Systems, разработчик программного обеспечения для обслуживания самолётов[22];
- Hearst Ventures — венчурное финансирование, подразделение основано в 1995 году[23].

## Активы
В число наиболее крупных активов корпорации входят:
Журналы:
- Cosmopolitan
- Country Living
- Esquire
- Good Housekeeping
- Harper's Bazaar
- House Beautiful
- Marie Claire
- O, The Oprah Magazine
- «Популярная механика»
- Redbook
- Seventeen
- Town & Country
- Veranda
- Nat Mags

Газеты:
- Beaumont Enterprise (Техас)
- Connecticut Post (Коннектикут)
- Edwardsville Intelligencer (Иллинойс)
- Greenwich Time (Коннектикут)
- Houston Chronicle (Техас)
- Huron Daily Tribune (Мичиган)
- Laredo Morning Times (Техас)
- Midland Daily News (Мичиган)
- Midland Reporter-Telegram (Техас)
- The News-Times (Коннектикут)
- Plainview Daily Herald (Техас)
- San Antonio Express-News (Техас)
- San Francisco Chronicle (Калифорния)
- seattlepi.com, бывшее издание Seattle Post-Intelligencer (Вашингтон)
- Times Union (Нью-Йорк)
- The Advocate (Stamford) (Коннектикут)

Еженедельные газеты:
- Advertiser North (Нью-Йорк)
- Advertiser South (Нью-Йорк)
- Ballston Spa Pennysaver (Нью-Йорк)
- Bulverde Community News (Техас)
- Business Express (Техас)
- Canyon News (Техас)
- Clifton Park North Pennysaver (Нью-Йорк)
- Clifton Park South Pennysaver (Нью-Йорк)
- Conexión (Техас)
- Darien News (Коннектикут)
- Fairfield Citizen (Коннектикут)
- Fort Sam Houston News Leader (Техас)
- Greenwich Citizen (Коннектикут)
- Hardin County News (Техас)
- Jasper Newsboy (Техас)
- Kelly USA Observer (Техас)
- La Voz (Техас)
- Lackland Talespinner (Техас)
- Latham Pennysaver (Нью-Йорк)
- Marlette Leader (Мичиган)
- Medical Patriot (Техас)
- Muleshoe Journal (Техас)
- Neighborhood News (Техас)
- New Canaan News (Коннектикут)
- New Milford Spectrum (Коннектикут)
- North Central News (Техас)
- Northwest Weekly (Техас)
- Norwalk Citizen (Коннектикут)
- Our People (Техас)
- Pennysaver News (Нью-Йорк)
- Randolph Wingspread (Техас)
- Southside Reporter (Техас)
- Spa City Moneysaver (Нью-Йорк)
- Northeast Herald (Техас)
- The Weekly (Нью-Йорк)
- The Zapata Times (Техас)
- Vassar Pioneer Times (Мичиган)
- Westport News (Коннектикут)

Телевидение, в том числе кабельное
- A&E Television Networks (совместно с The Walt Disney Company)
- ESPN (доля в размере 20 %; совместно с Disney)
- Hearst Television Inc. (35 телеканалов и 2 радиостанции)

Интернет-активы
- 1UP.com
- GameTab.com
- GameVideos.com
- MyCheats.com
- UGO
- Answerology
- Kaboodle
- eCrush
- RealAge
- Delish.com
- RealBeauty.com

Другое
- Fitch Ratings — международное рейтинговое агентство
- First Databank[англ.] — база данных лекарств и медицинского оборудования